# وادي اللاوية
وادي اللاوَّية وهو أحد أودية اليمن و يأتي من غرب جبال ريمة إلى رمال والدريهمي من الزرانيق وهو بشمال بيت الفقيه على بعد 2كم .